# Kuglački klub Policija Đakovo
KK Policija je kuglački klub iz Đakova. 
Trenutačno se natječe u 3. HL - zona Osijek.

## Vanjski izvori
- Kuglački savez OS